# 코넬 대학교

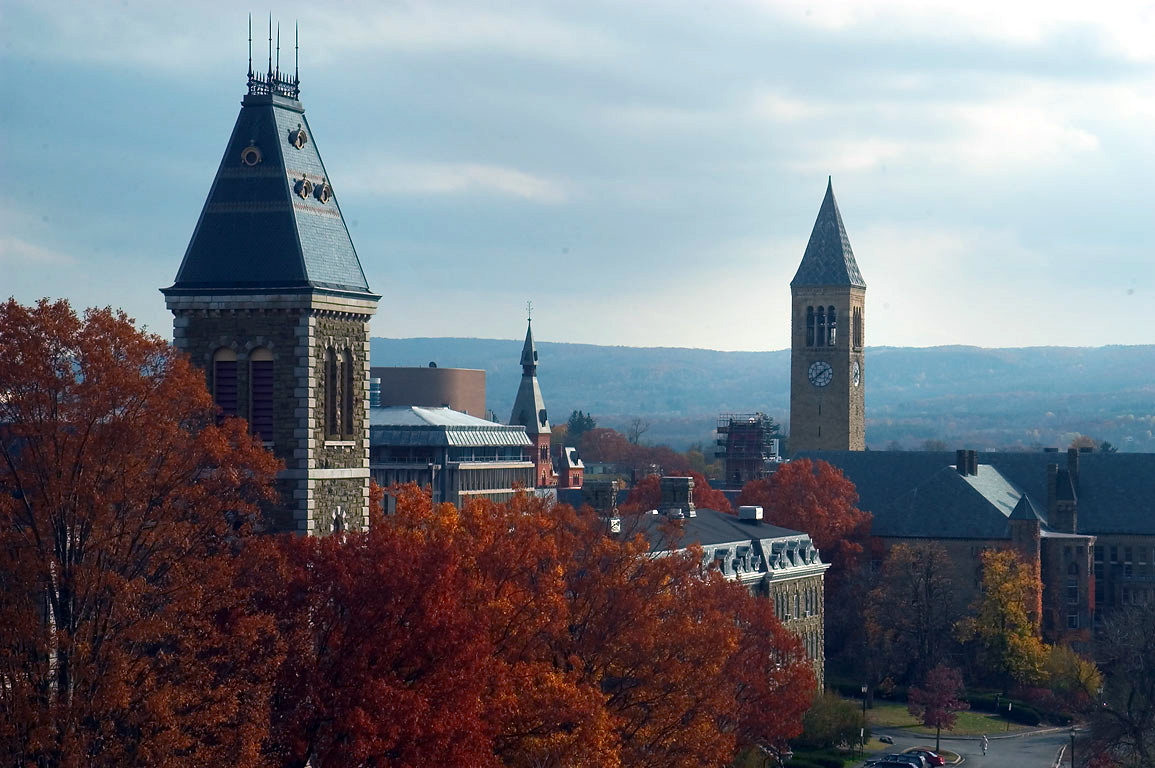
코넬 대학교 캠퍼스

코넬 대학교(Cornell University)는 미국 뉴욕주 이타카에 위치한 아이비 리그 사립 대학(부분 공립)이다.
현재까지 61명의 노벨상 수상자들이 코넬 대학교를 교수 또는 학생으로 거쳐가며 세계 대학 중 9번째로 많은 수상자를 배출했다. 학부생은 약 13,000명이고, 대학원생은 6000여 명이다.
코넬 대학교는 1865년에 에즈라 코넬(Ezra Cornell)과 앤드루 딕슨 화이트(Andrew Dickson White)에 의해 인종이나 종교에 상관 없이 입학을 받는 무교파 대학으로 설립되었다. 다른 아이비리그 대학과 달리 1872년부터 여학생을 받아들여 미국에서 가장 오래된 남녀공학으로 기록된 대학이다. '실무와 이론을 겸비한 인재를 배출한다'는 것을 모토로 삼는다. 7개 학부 단과대학과 7개 대학원으로 구성되어 있다. 이 중 농경대학, 인류생태학부, 노사관계학부과 수의대학원은 뉴욕주립대학교(SUNY) 시스템의 일부인 공립단과대학이다. 재학생중 동양계 학생은 약 16%이며, 유학생 신분 학생이 9%를 차지한다.
코넬대학교는 이타카 캠퍼스 뿐만 아니라 뉴욕시에 2개, 카타르 교육 도시 지역에 1개를 포함하여 3개의 위성 캠퍼스를 관리한다.

## 역사

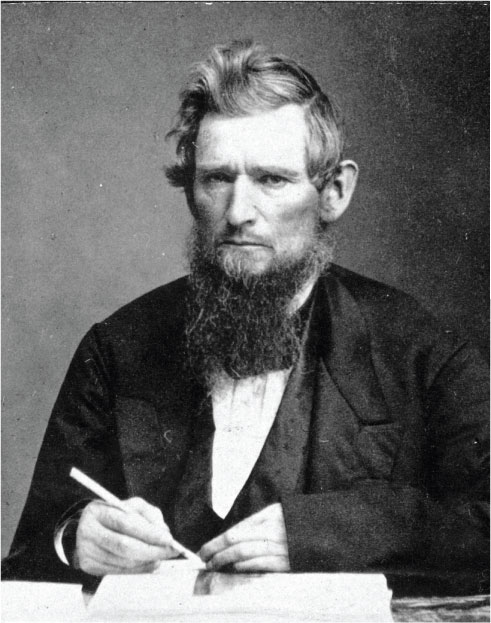
에즈라 코넬(Ezra Cornell)

1862년 통과된 모릴 토지 허여 법안(Morrill Land Grant)은 1860년 실시한 인구 조사에 따라 인구에 비례해서 선발된 각주의 상원의원과 하원의원 숫자 일인당 30,000 에이커의 연방소유 땅을 각 주에 무상으로 나누어 주는 것으로, 같은해 아브라함 링컨(Abraham Lincoln) 대통령이 최종 사인함으로 각주는 무상으로 불하받은 땅을 매각하여 그 수익금으로 농업교육과 기술교육을 실시하는 대학설립을 지원하게 할 수 있었다.
1863년 에즈라 코넬(Ezra Cornell)과 앤드루 딕슨 화이트(Andrew Dickson White)가 뉴욕주 상원에 선출되었다. 둘다 랜드 그랜트 문제에 관심을 가지고 있었다. 1865년 1월 에즈라 코넬 의원은 이웃 도시인 시라큐스 출신의 앤드루 딕슨 화이트 의원과 친밀하게 교류하면서, 마음속에 그가 평소에 꿈꾸던 대학설립의 원대한 꿈이 구체화되었다. 한달이 지나서 앤드루 딕슨 화이트 의원이 국회에 연방정부로부터 지원받은 뉴욕주 내에 있는 토지를 매각해 코넬대학교 설립에 유용하자는 주법안을 상정하였고, 이 법안은 국회의 의결을 거쳐 당시의 뉴욕주 지사의 최종서명을 받게 되었다. 코넬 대학교는 뉴욕주 법안에 의해 1865년 4월 27일 설립되었다. 앤드루 딕슨 화이트 의원은 첫 번째 코넬대 총장이 되었다.
한편 자신이 창시한 웨스턴 유니언을 통하여 막대한 재산을 벌어들인 에즈라 코넬(Ezra Cornell)은 그의 평생의 꿈을 실현하는 대학 설립을 위하여 당시에 자신의 재산 500,000 달러를 기부했을 뿐만 아니라, 그가 소유하던 광대한 농장 또한 대학에 기부함으로써 그의 농장위에 오늘의 코넬대학교가 탄생하게 되었다. 그리고 그는 자신의 남은 생애를 바쳐 교사 건축, 택지조성, 장비, 서적등을 구입하는 조달업무를 총괄하는 일을 수행하기도 했다.
설립 초기부터 재능있는 모든 사람들이 관심 있는 모든 학문을 연구할 수 있도록 한다는 모토 하에 기본 학문 이외에 공학, 건축학, 호텔경영학, 수의학, 노사관계학, 농학 등 다른 전통 학교들이 큰 관심을 두지 않았던 실용 학문들에도 지원을 아끼지 않은 결과, 이 분야에서 세계 최고 수준으로 손꼽히는 역량을 갖추게 되었다. 뿐만 아니라 보수적인 아이비리그 대학들 가운데 최초로 여학생의 입학을 허용한 학교이기도 하다.

## 캠퍼스

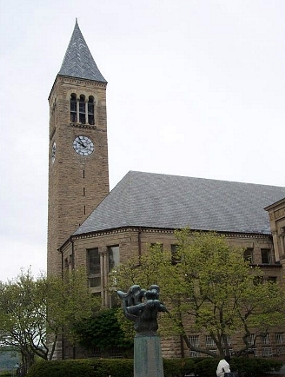
맥그로우 시계탑(McGraw Tower)

코넬 대학교의 메인 캠퍼스는 뉴욕주 이타카 시의 이스트 힐(East Hill)에 위치해 있으며, 이타카 시와 카유가 호를 내려다 보고 있다. 260 여개의 교내 건물들은 중앙 캠퍼스(Central Campus), 동쪽 캠퍼스(East Campus), 북쪽 캠퍼스(North Campus)에 흩어져 있으며 신입생을 제외한 2, 3, 4학년들의 기숙사가 서쪽 캠퍼스(West Campus)에 위치해 있다. 대학가로는 컬리지 타운(Collegetown)이 있고 중앙 캠퍼스의 남쪽에 있다.
교내 대부분의 주요 건물들이 위치한 중앙 캠퍼스(Central Campus)에는 실험실, 행정 건물, 단과 대학 건물, 도서관, 운동 시설, 대강당 등이 위치해 있다. 서쪽에는 루브르 피라미드를 디자인한 I. M. 페이가 직접 설계한 허버트 F. 존슨 미술 박물관(Herbert F. Johnson Museum of Art)이 있다. 북쪽에는 천체물리학과 천문학의 대가이자 《코스모스》의 저자 칼 세이건이 평생 동안 석좌교수 겸 소장으로 근무하던 코넬 행성연구소와 퓨어테스 천문대(Fuertes Observatory)가 있다. 여담으로 칼 세이건의 묘는 코넬 대학교 캠퍼스 옆 레이크뷰 공동묘지(Lake View Cemetery)에 위치하고 있다.
동쪽 캠퍼스(East Campus)에는 각종 식물원과 수목원, 식품영양학과 건물인 Stocking Hall, 교내에서 직접 생산한 유제품과 아이스크림 등을 판매하는 Cornell Dairy Bar, 수의학대학원(College of Veterinary Medicine) 등이 있다. 코넬 소유의 2,800 에이커 부지 내에 위치한 식물원에는 멋진 조경으로 꾸며진 다양한 종류의 꽃, 나무, 그리고 연못을 볼 수 있다.
북쪽 캠퍼스(North Campus)에는 신입생과 대학원생들을 위한 기숙사, 프로그램 하우스, 그리고 29개의 남녀 동아리 기숙사가 있다. 서쪽 캠퍼스(West Campus)에는 상급생들과 25개의 남녀 동아리 기숙사가 있다. 컬리지 타운(Collegetown)에는 슈워츠 퍼포밍 아츠(Schwartz Performing Arts)센터가 있고, 상급생들이 사는 2개의 기숙사 건물과 교외 캠퍼스 아파트, 상가, 레스토랑, 바 등이 위치해 있다.
코넬 대학교의 일부분은 뉴욕 맨하탄에 자리잡고 있으며 이 곳에 의학대학원과 의과학대학원이 있다. 웨일 의학대학원(Weill Cornell Medicine)은 1927년부터 뉴욕 장로회 병원(New York-Presbyterian Hospital)과 협력 관계에 있다. 뉴욕 시에는 의학대학원생 뿐 아니라 코넬 대학의 건축예술대학, 농업생명과학대학, 공과대학, 인간생태대학, 노사관계대학 학생들이 와서 공공 기관, 예술 기관, 기업, 또는 연구소에서 일을 하거나 수업을 듣고, 경험을 쌓기도 한다. 또한 뉴욕의 루즈벨트 아일랜드에는 2017년 문을 연 코넬 대학교의 최첨단 캠퍼스인 코넬 테크(Cornell Tech)가 위치하고 있다.
뉴욕에 위치한 의학대학원 외에 또 다른 의과대학은 중동 지역 카타르의 수도 도하에 위치해 있다. 2004년에 개교했으며 미국 최초로 미국 영토 밖에 위치한 의과대학이 되었다. 국제적으로 영향력을 넓히기 위한 코넬 대학의 프로그램으로 카타르의 정부와 협력 관계에 있다.

## 구성

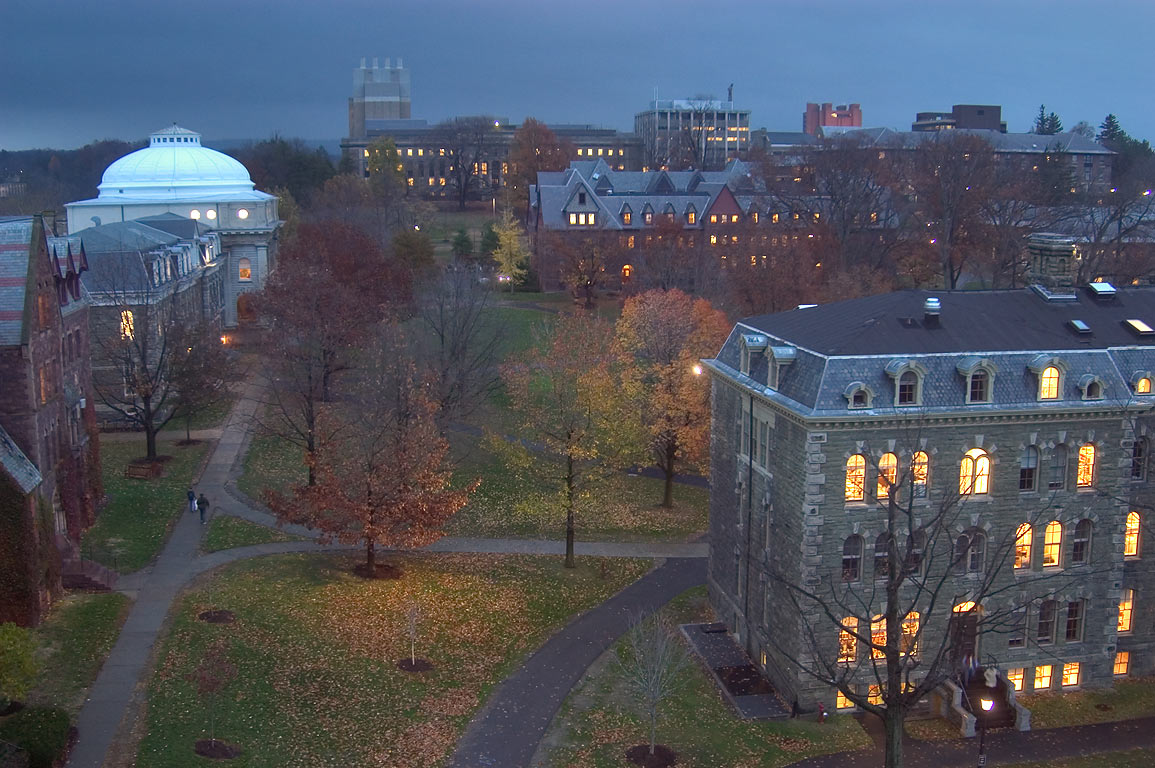
아츠 쿼드(Arts Quad)

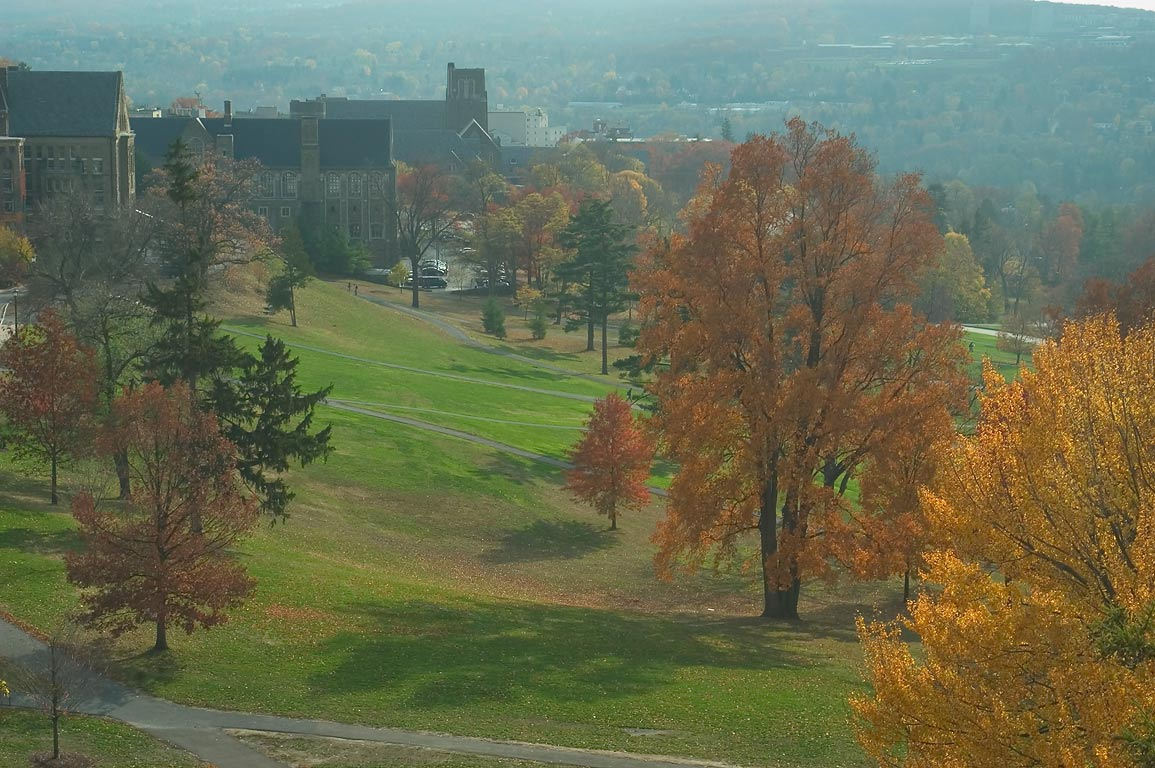
도서관 경사지(Library Slope)

코넬 대학교는 7개 학부 단과대학과 7개 대학원로 구성되어 있다.
7개의 학부로는
- 문리대학 (College of Arts and Sciences)
- 건축예술대학 (College of Architecture, Art, and Planning)
- 농업생명과학대학 (College of Agriculture and Life Sciences)
- 경영대학 (S.C. Johnson College of Business)
- 공과대학 (College of Engineering)
- 인간생태대학 (College of Human Ecology)
- 노사관계대학 (School of Industrial and Labor Relations)이 있으며,

6개의 대학원으로는
- 법학대학원 (Cornell Law School)
- 의학대학원 (Weill Cornell Medical College)
- 의과학대학원 (Weill Cornell Graduate School of Medical Sciences)
- 수의학대학원 (NYS College of Veterinary Medicine)
- 일반대학원 (Graduate School)
- 경영대학원 (S.C. Johnson Graduate School of Management)

이 있다. 이 중 문리대학 (College of Arts and Sciences) 와 공과대학 (College of Engineering)은 학부와 대학원 과정을 같이 제공한다.

## 학부 입학 현황과 각종 랭킹

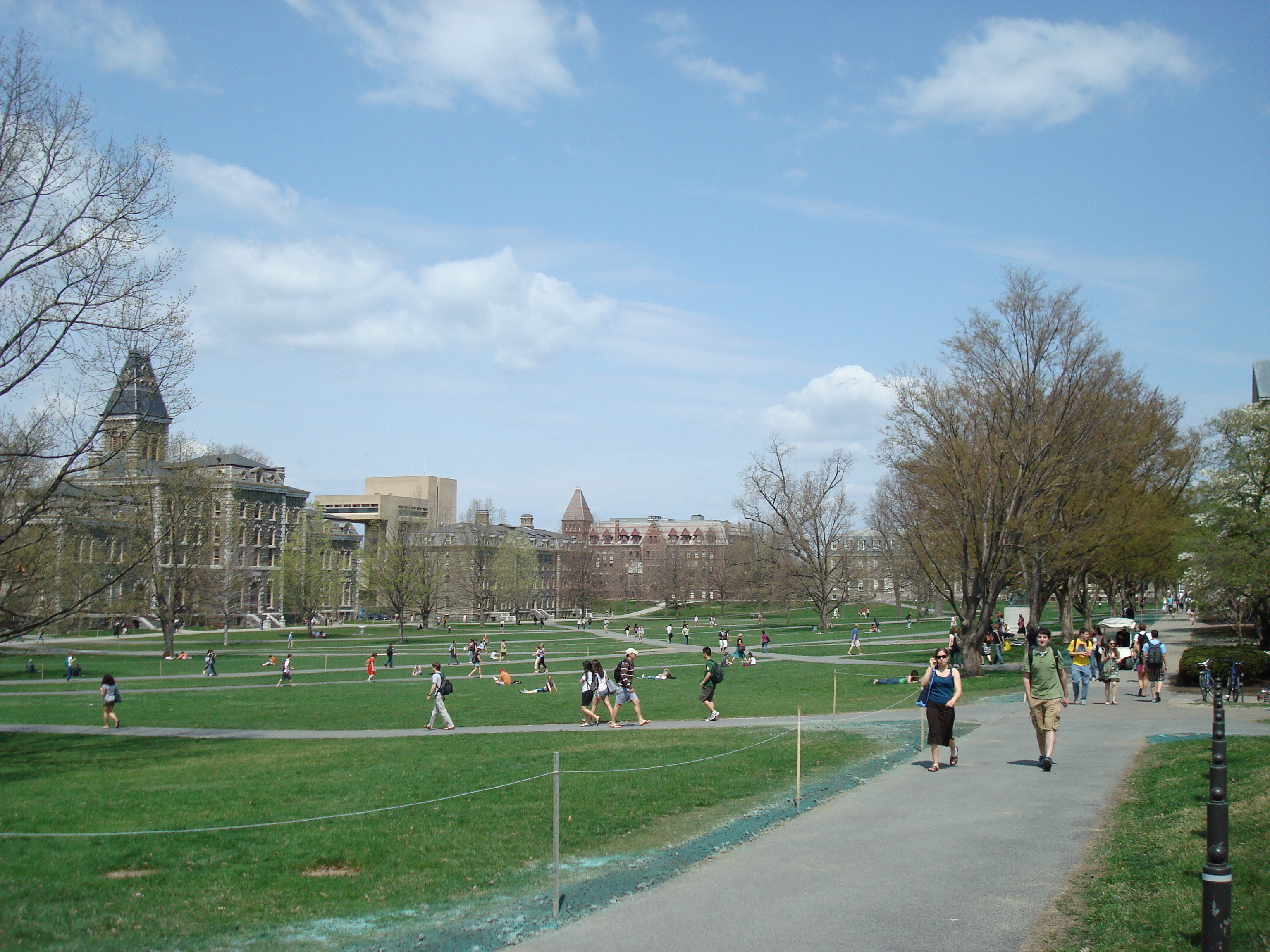
캠퍼스 전경

2022년 졸업예정으로 2018년 가을에 입학하는 학부 신입생의 경우 51,324명의 지원자 중 코넬 대학교 역사상 가장 낮은 10.3%인 5,448명이 합격하였다.
각 대학별 합격률은 2011년의 경우 농생명과학대학 19%, 건축예술대학 16%, 문리과 대학 15%, 공과대학 20%, 호텔경영대학 27%, 인간생태연구대학 32%, 노사관계대학 24%였다.
가장 극악의 합격률을 가진 분야대학은 경영대학내의 Dyson School of Applied Economics & Management이다. 이 소수정예 프로그램은 약 4천 명의 지원자 가운데 100명 정도의 인원만 선출하기 때문에 2020년 기준 2.9%라는 극악의, 코넬 내 최고의 입학 경쟁률을 보유하고 있다. 이 학과는 전미 기준 3위 수준의 학부 Business School이다.
코넬 대학교는 2014년 《U.S. 뉴스 & 월드 리포트》가 매년 발행하는 종합대학 학부 순위에서 전미 15위, 공학부 순위에서 전미 7위, 경영학부 순위에서 전미 3위, 농생명과학 순위에서 2위. 2014년 중화인민공화국 세계 대학 학술 순위에서 세계 13위, 2017년 영국 타임즈 고등교육 세계 대학 랭킹에서 세계 19위, 타임즈 고등교육 세계 대학 학계 평판도 순위에서 세계 17위, 2018년 영국 QS 세계 대학 순위에서 세계 14위, 2014년 사우디아라비아 세계대학랭킹센터(Center for World University Rankings)가 발표한 세계 대학 순위에서 세계 11위를 차지했다.
전문대학원의 경우 2014년 《U.S. 뉴스 & 월드 리포트》가 경영대학원을 전미 16위, 법학대학원을 전미 13위, 의학대학원을 전미 15위, 수의학대학원 1위, 공학대학원을 전미 13위에 랭크했다. 또한 경영대학원은 《Forbes》의 2015년 세계 경영대학원 순위에서 세계 9위, 《Bloomberg》의 2015년 세계 경영대학원 순위에서 세계 13위를 기록했다. 1년제 MBA 순위에서는 전미 2위를 기록했다. 건축대학의 학부과정은 매년 발간하는 《디자인인텔리전스》의 미국 건축대학 순위에서 지속적으로 전미 1위를 기록하고 있으며 (2000–2002, 2005–2007, 2009–2013, 2015-2016), 건축대학원은 2016년 건축대학 순위에서 2위에 등재되었다.

## 도서관

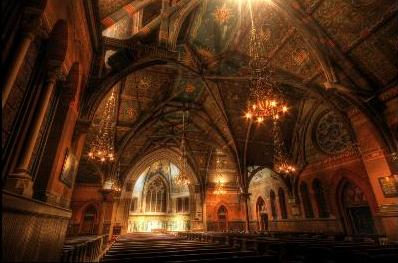
세이지 채플(Sage Chapel)

코넬 대학교는 미국에서 권수로 순위를 매겼을 때 11번째로 큰 대학 도서관 시설을 갖추고 있다. 미국에서 가장 먼저 학부생들에게 도서관의 도서를 대여한 대학으로 알려진다. 프린스턴 리뷰지에서는 2006년도의 11번째로 가장 좋은 대학 도서관을 갖춘 대학으로 코넬 대학을 뽑았고, 2009년에는 6위를 기록했다. 과학 혹은 역사 기록을 온라인으로 보관하는 데 도서관이 큰 역할을 하고 있다.

## 조직
코넬 대학교는 비영리 단체이다. 대부분의 자금을 등록금, 연구 교부금, 자산 운용, 졸업자 기부금에서 충당한다.

### 법정 대학(statutory college)
세 곳의 학부(농업생명과학대학, 인간생태대학, 노사관계대학)와 뉴욕 주립 코넬 수의학대학원은 "법정 대학"(statutory college) 혹은 "계약 대학"(contract college)라고 불리는데, 이들은 교육, 연구, 서비스를 위해 뉴욕 주의 자금 지원을 상당 부분 계속 받고 있다. 2007-08학년도에는 이들 단과 대학들은 뉴욕주립대학교(SUNY) 자산 운용 명목으로 1억 6770만 달러의 자금을 지원받을 예정이다. 뉴욕주 주민이라면 이들 법정 대학에 등록할 때 등록금의 할인을 받는다.

## 저명한 동문

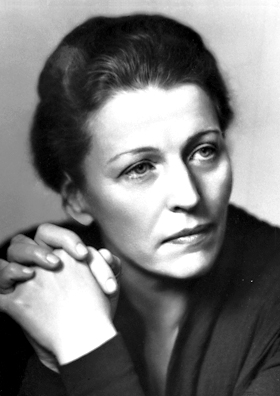
펄 S. 벅(M.A. 1924)

18명의 노벨상 수상자, 29명의 로즈 장학생, 34명의 마셜 장학생, 14명의 억만장자들을 포함하는 코넬 동문들은 사회 많은 분야에서 활동하고 있다. 정계에는 중화민국의 첫 여성 총통인 차이잉원과 전 총통 리덩후이, 쿠바의 전 대통령 마리오 가르시아 메노칼, 이란의 전 총리 잠시드 아무제가르, 중화민국의 개혁가이자 전 UN 대사 후스가 코넬을 졸업했다. 법조계에는 미국 연방 대법원의 루스 베이더 긴즈버그 (정치학) 대법관, 미국 최초의 여성 법무장관 자넷 르노 (화학) 등이 있으며, 재계에는 전 세계은행 총재 바버 코너블 (법학) 과 폴 월포위츠 (수학), 크래프트푸즈 회장 아이린 로젠펠드 (심리학), 버거킹 설립자 제임스 맥라모어, 전 시티그룹 CEO 샌포드 웨일 (정치학), 전 골드만삭스 회장 스티븐 프리드먼, 전 인도 타타 그룹 회장 라탄 타타 (공대) 등이 있다.
농대 식물학과 출신으로 여성 최초로 노벨 생리학·의학상을 단독으로 수상한 바버라 매클린톡, 스탠포드 대학 초대 총장 데이비드 스타 조던(식물학), 프레온을 발명한 화학자 토머스 미즐리(공대), 식물유전학으로 노벨생리의학상을 받고 시카고 대학 총장을 지낸 조지 W. 비들, 유명 과학 교육자 빌 나이(공대)도 코넬 출신이다. 예술계에는 크리스토퍼 리브가 슈퍼맨으로, 프랭크 모간(예술학)이 《오즈의 마법사》, 지미 스미츠가 《스타 워즈》 시리즈에서 활동했다. 그 외에도 배우 빌 마(영문학), 방송인 키스 올버먼(커뮤니케이션학) 등이 있다. 작가 중에는 노벨 문학상과 퓰리처상을 수상한 토니 모리슨(영문학), 《대지》를 쓴 노벨 문학작가 펄 S. 벅, 《샬롯의 거미줄》을 쓴 동화작가 엘윈 브룩스 화이트, 《중력의 무지개》를 쓴 토머스 핀천 등이 있다. 스포츠계에는 2002년 피파 월드컵 미국 축구 대표팀 감독 브루스 어리나가 코넬 출신이다. 건축계에선 베를린 홀로코스트 메모리얼을 설계한 피터 아이젠만과 프리츠커 상을 수상한 리처드 마이어와 렘 콜하스가 있다. 코넬과 관련해 유명한 단어인 ‘코넬 마피아’는 코넬 대학교 호텔경영대학 동문들이 미국 호텔 업계를 주름잡고 있다는 데서 생겨난 말로, 현재 전 세계 관광 업계 요직에 8천여 명의 코넬 출신이 포진해 있다.
한국의 동문 중에는 송상현 국제형사재판소 전 소장, 정갑영 연세대학교 전 총장, 백성기 포항공과대학교 전 총장, 이호진 태광그룹 회장, 차석용 LG생활건강 부회장, 서경배 아모레퍼시픽 대표이사, 이주호 전 교육과학기술부 장관, 양윤세 전 동력자원부 장관, 김현 대한변호사협회 회장, 김재훈 법무법인 광장 대표변호사, 박병대 대법관, 성제환 원광디지털대학교 전 총장, 이종훈 새누리당 의원, 유경준 미래통합당 의원, 전우영 전남대학교 경제학부 교수, 신형식 전북대 화학공학교수등이 있다.

## 코넬 테크(Cornell Tech) 조성계획

### 탄생 배경
2010년 12월 마이클 블룸버그(Michael Bloomberg) 뉴욕 시장은 뉴욕시의 금융이나 법률 등 서비스 산업에 비교하여 상대적으로 낙후된 최첨단 기술산업과 앙트러프러너십(entrepreneurship) 발전을 위해 대학 시내 캠퍼스 유치대회를 열었다. 전 세계 27개의 대학이 참가한 이 유치대회에 코넬 대학교는 스탠퍼드 대학교와 함께 최후까지 경합을 벌였고, 결과적으로 2011년 12월 19일 뉴욕시 캠퍼스의 유치대학으로 최종 선정되었다. 이 유치의 성공으로 인해 코넬 대학교는 최첨단 캠퍼스인 코넬 테크(Cornell Tech)를 뉴욕시내 루즈벨트 아일랜드에 개발하고, 2017년에 1차 완공, 2037년에 최종 완공을 목표로 4000명 이상의 학생과 교직원을 보유한 테크 캠퍼스를 조성하게 된다. 코넬 위주의 조성 계획이지만 이스라엘의 테크니온 공과대학 역시 콘소시엄으로 참여하게 된다.

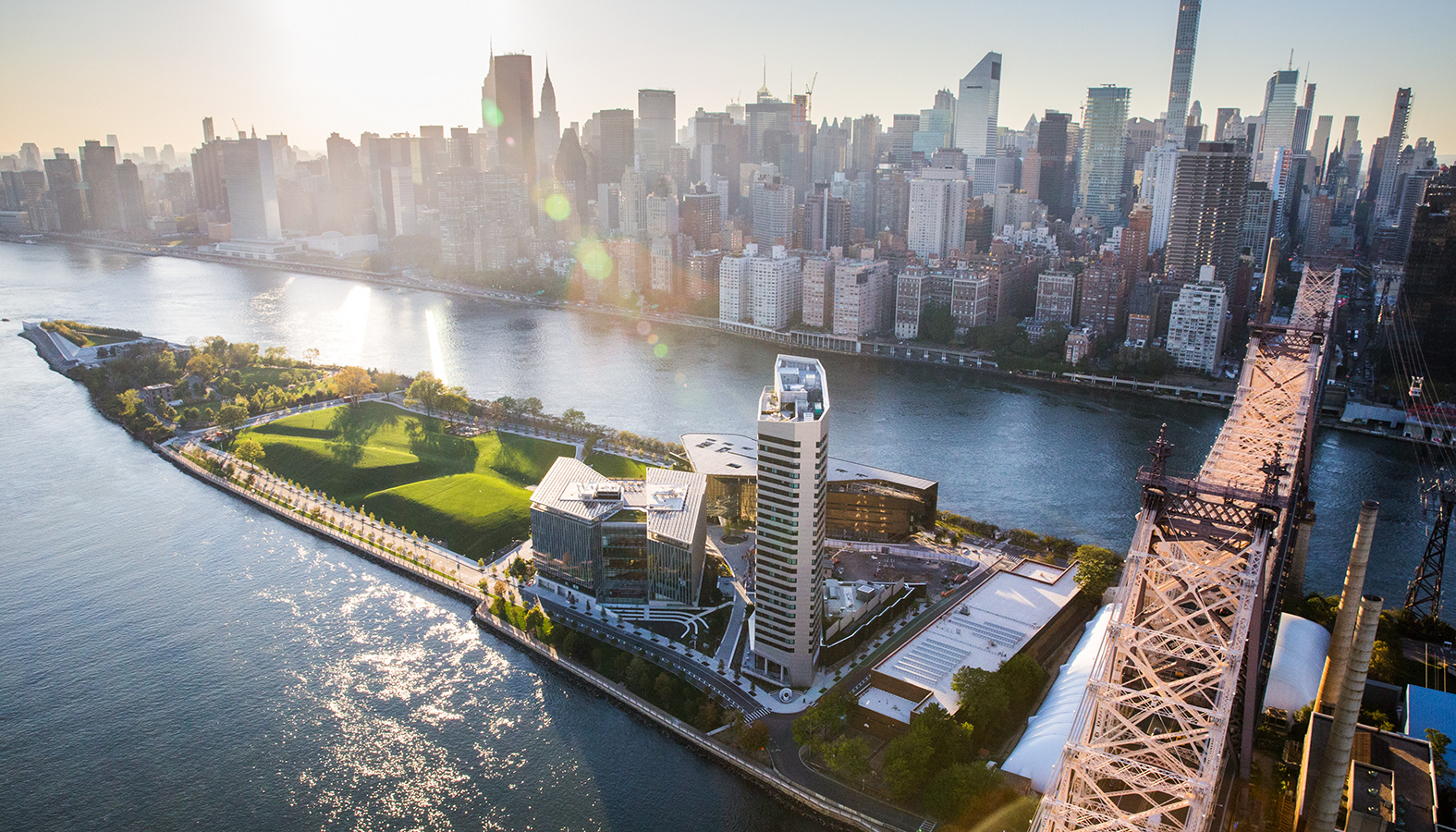
코넬 테크의 1차 완공(2017년) 직후 모습

이를 위하여 코넬 호텔경영대학 동문인 척 피니(Chuck Feeney)가 3억 5000만 달러에 달하는 기금을 출연하였고, 뉴욕시 역시 10에이커(12만 2000평)의 토지와 1억 달러의 지원금을 제공하기로 합의하였다. 최종적인 캠퍼스 조성 비용은 20억 달러를 넘어설 것으로 전망된다. 거대 기업들의 참여도 이어져 구글의 경우 캠퍼스 완공까지 22,000 평방 피트에 달하는 뉴욕 맨하탄 본사 시설을 강의실 등으로 무료 임대하기로 결정하였다. 또한 마이클 블룸버그 뉴욕 시장, 퀄컴 회장 어윈 M. 제이컵스, 그리고 구글 회장 에릭 슈미트가 캠퍼스 운영위원회를 결성하였다. 언론에서는 이들을 코넬의 "매우 중요한 백만장자 백인 남성" 어벤저스(the super-important ultra-rich white guy Avengers of Cornell)라고 칭하는데, 이는 IT 업계가 코넬 테크에 거는 기대와 해당 캠퍼스의 위상을 보여주는 예이다.

### 향후 전망
코넬 테크에는 코넬의 기존 교수들만이 아니라 구글, 퀄컴, 애플 등 IT 기업 뉴욕사무소와 벤처캐피탈 소속 현업종사자들이 멘토로 참여하는 산학협력 방식의 교육이 채택될 예정이다. 이는 향후 코넬 테크 졸업생들의 성장을 담보할 수 있는 최고의 방식으로 평가받고 있다. 해당 캠퍼스에는 컴퓨터공학, 헬스케어과학 이외에 노사관계학, 경영학, 법률학 등을 망라한 학제적 연구시스템이 도입될 것으로 보이며 이에 따라 여러 단과대학과 대학원이 융합한 형태로 운영될 것으로 예상된다.
코넬 테크가 지향하는 3대 산업은 미디어, 헬스케어 및 환경 산업으로 모두 차세대 성장동력산업에 해당한다. 현재는 공학석사(Master of Engineering) 과정만 개설되어 있지만, 테크 캠퍼스의 설립 자체가 다양한 분야의 학제적 연구를 목표로 한 것이므로 궁극적으로는 공학뿐만 아니라 여러 학문과의 연계방안이 유력하다. 또한 코넬 경영대학원(SC Johnson College of Business)과 함께 테크 관련 MBA 과정을 개설하게 되며, 이외에 노사관계대학이나 법학대학원과의 공동학위 등도 지향하고 있는 것으로 알려져 있다. 따라서 코넬 테크는 공학만이 아니라 코넬 대학교 전분야에 걸쳐 긍정적인 영향을 줄 것으로 예상된다.
위와 같은 코넬 대학교의 뉴욕 시내 테크 캠퍼스는 매우 야심찬 계획으로 대학 역량의 1/3 이상을 이타카에서 뉴욕 시로 이전하는 것이라는 평가를 받고 있다. 코넬 대학교가 아이비리그의 명성과 함께 세계의 경제수도라는 뉴욕시에 위치한 코넬 테크의 입지로 인한 유리함까지 누리게 될 경우 상당한 도약의 전기를 마련할 수 있을 것으로 기대되고 있다.

## 대중문화 속 코넬 대학교

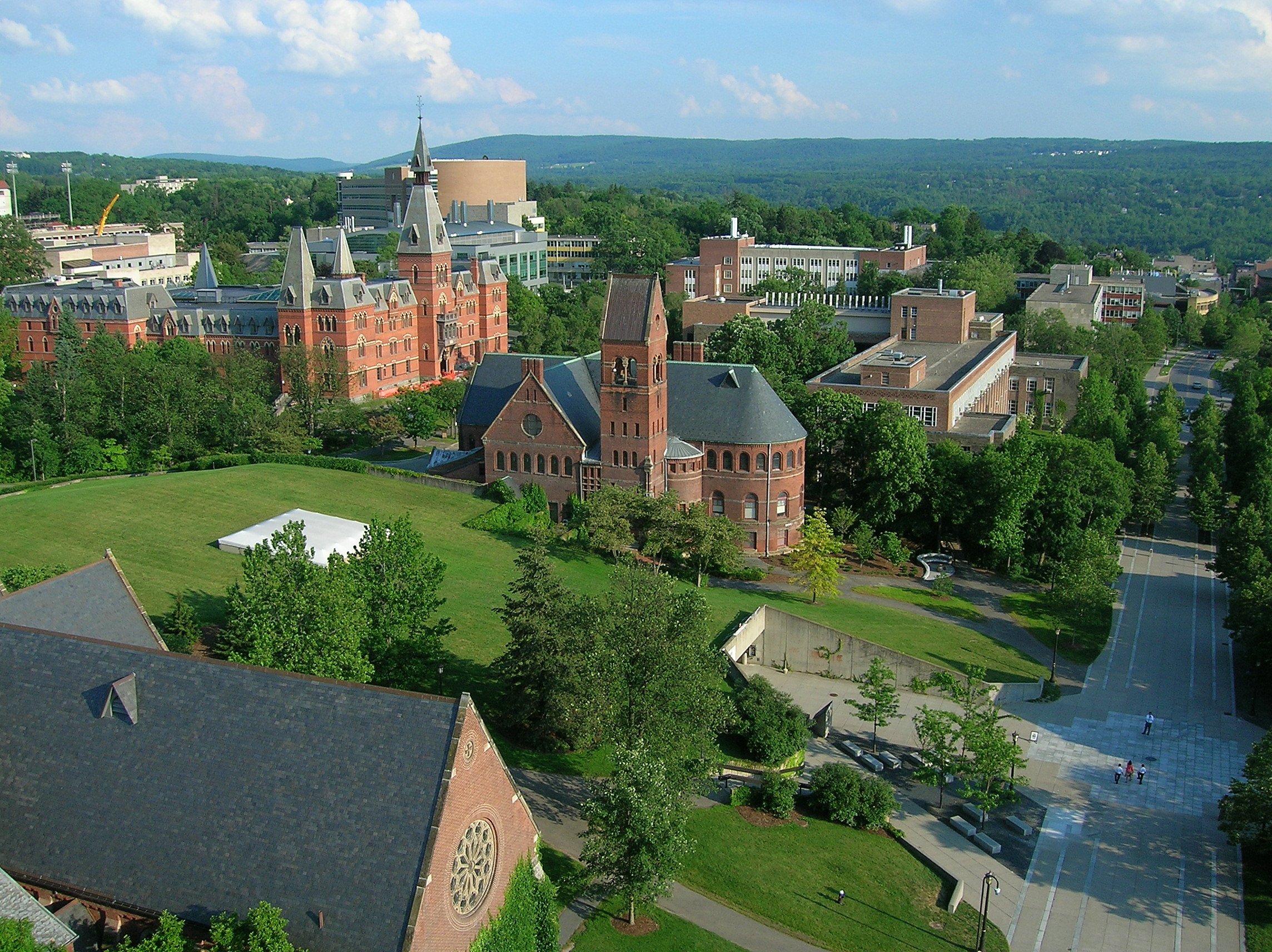
호 플라자(Ho Plaza)

- 《오피스》 (미국 시트콤, 2005-2013)
- 《앨리 맥빌》 (미국 드라마, 1997-2002)
- 《섹스 앤 더 시티》 (미국 드라마, 1998-2004)
- 《넘버스》 (미국 드라마, 2005-2010)
- 《아메리칸 파이》 (미국 영화, 1999, 2001, 2003, 2012)
- 《30 ROCK》 (미국 시트콤, 2006-2013)
- 《모던 패밀리》 (미국 시트콤, 2009-)
- 《어글리 베티》 (미국 드라마, 2006-2010)
- 《더티 댄싱》 (미국 영화, 1987)
- 《인 디 에어》 (미국 영화, 2009)
- 《뉴문》 (미국 소설, 2006)
- 《잃어버린 주말》 (미국 영화, 1945)
- 《시민 케인》 (미국 영화, 1941)

## 갤러리

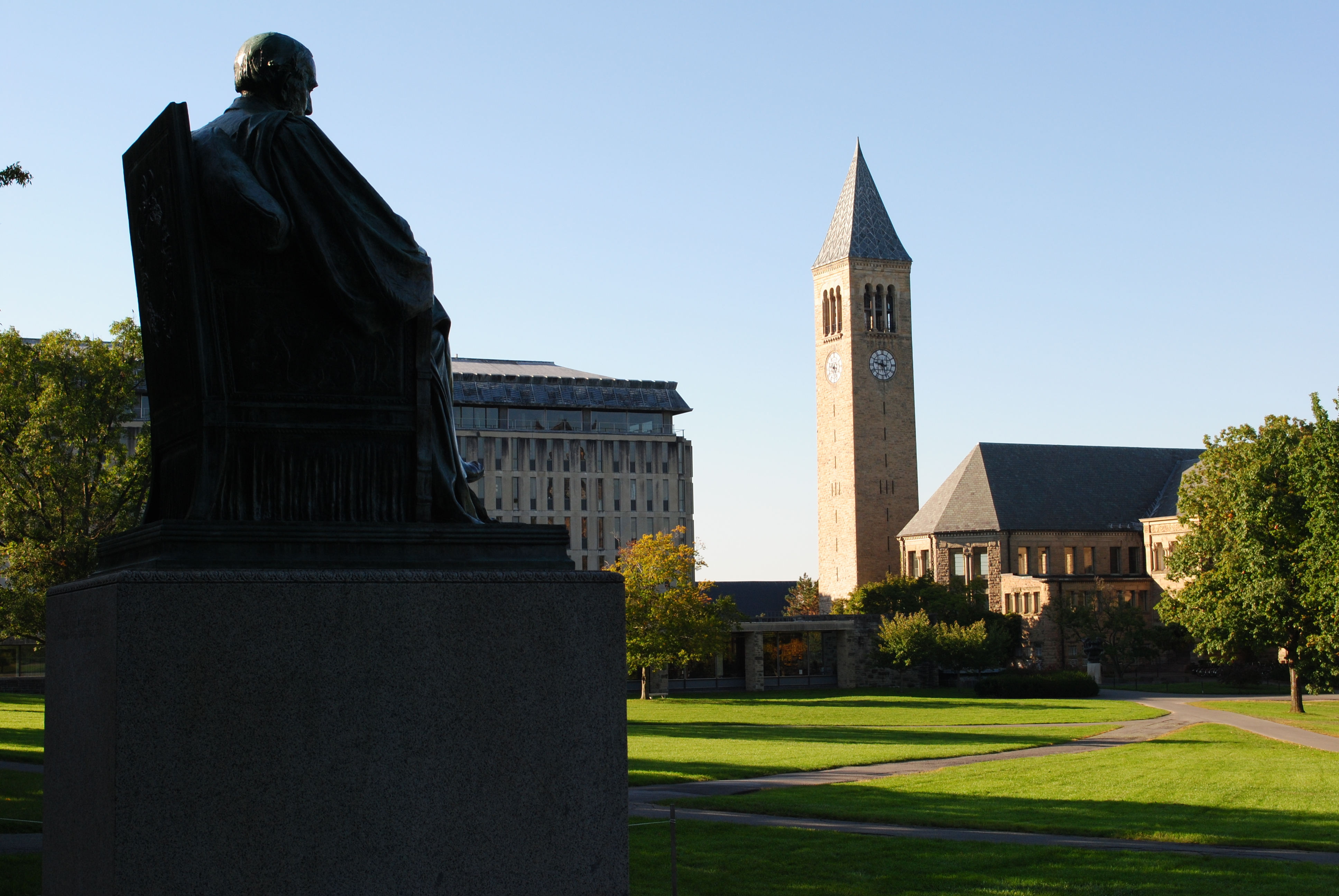
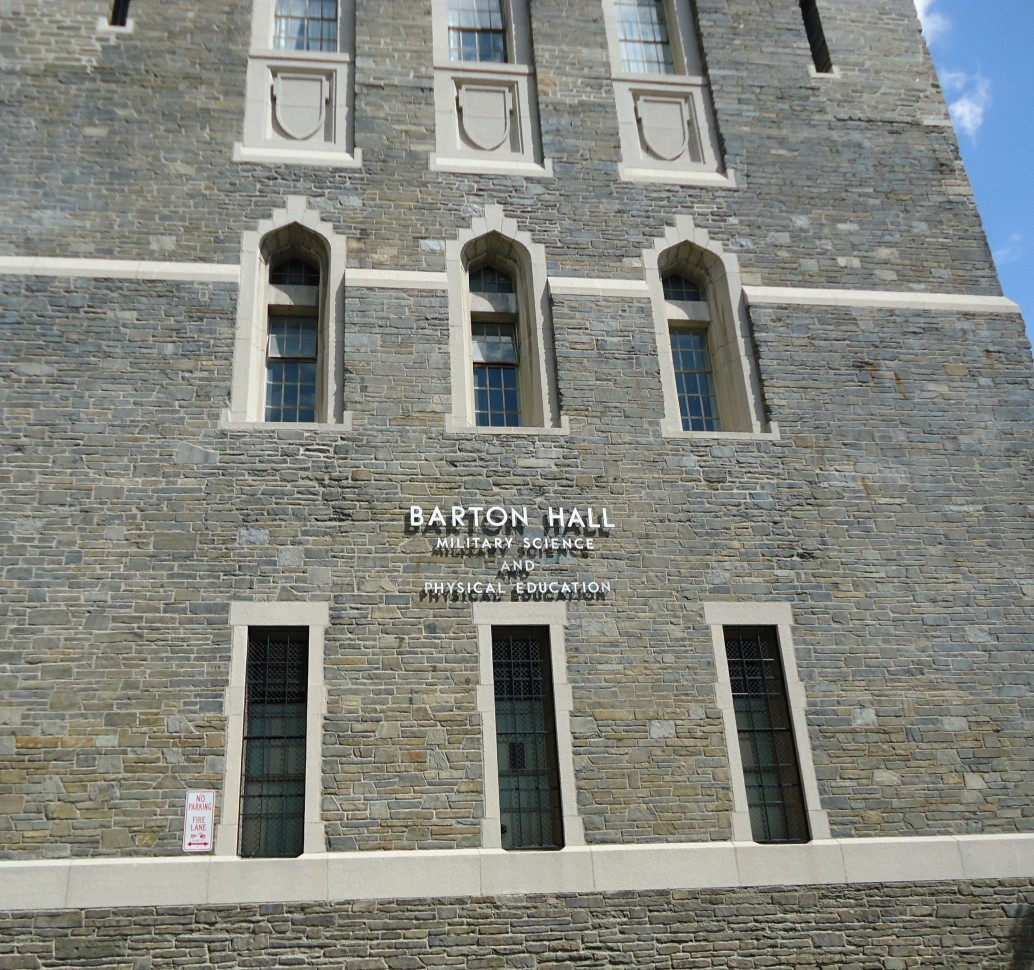
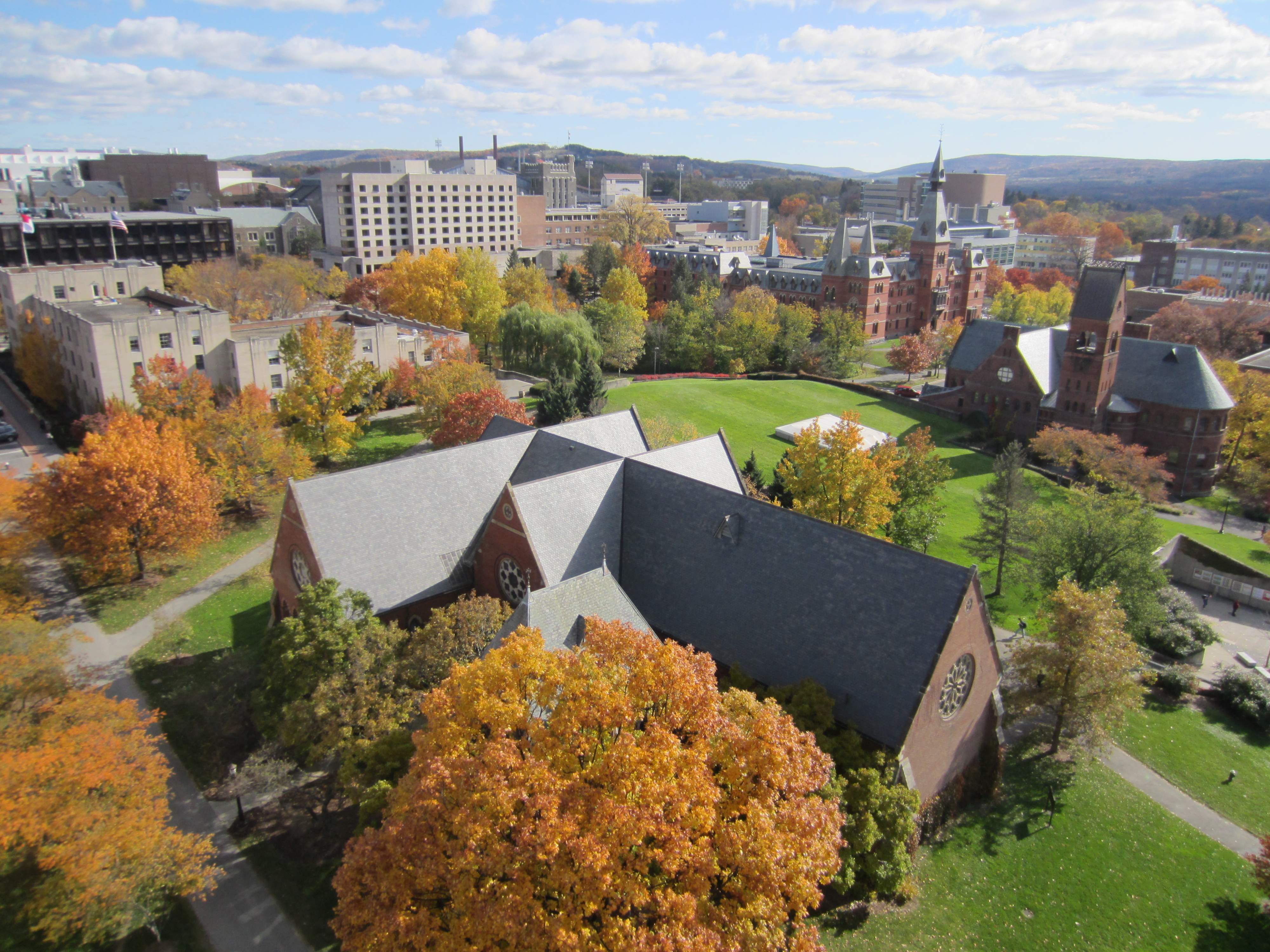
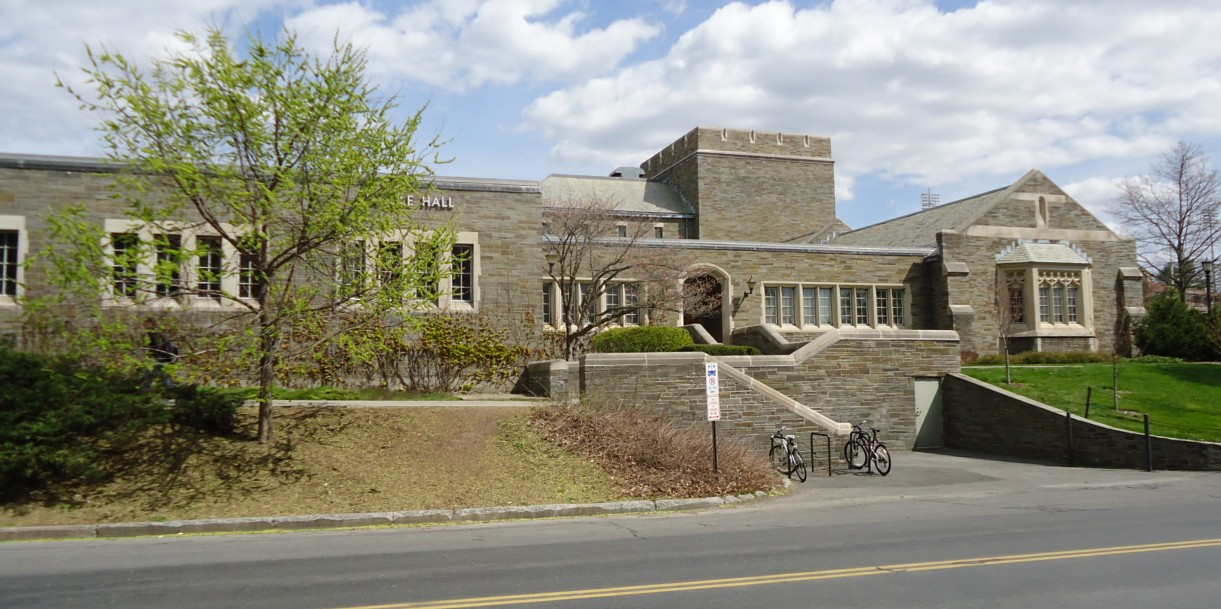
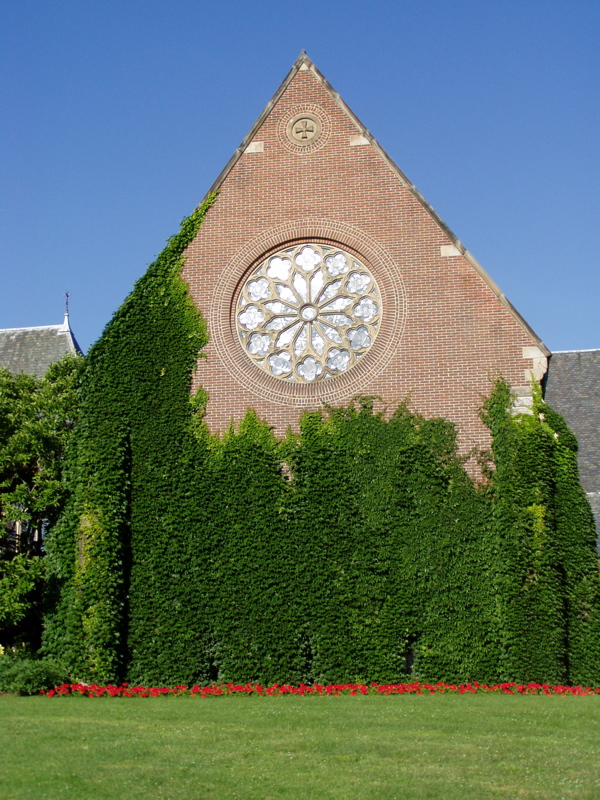
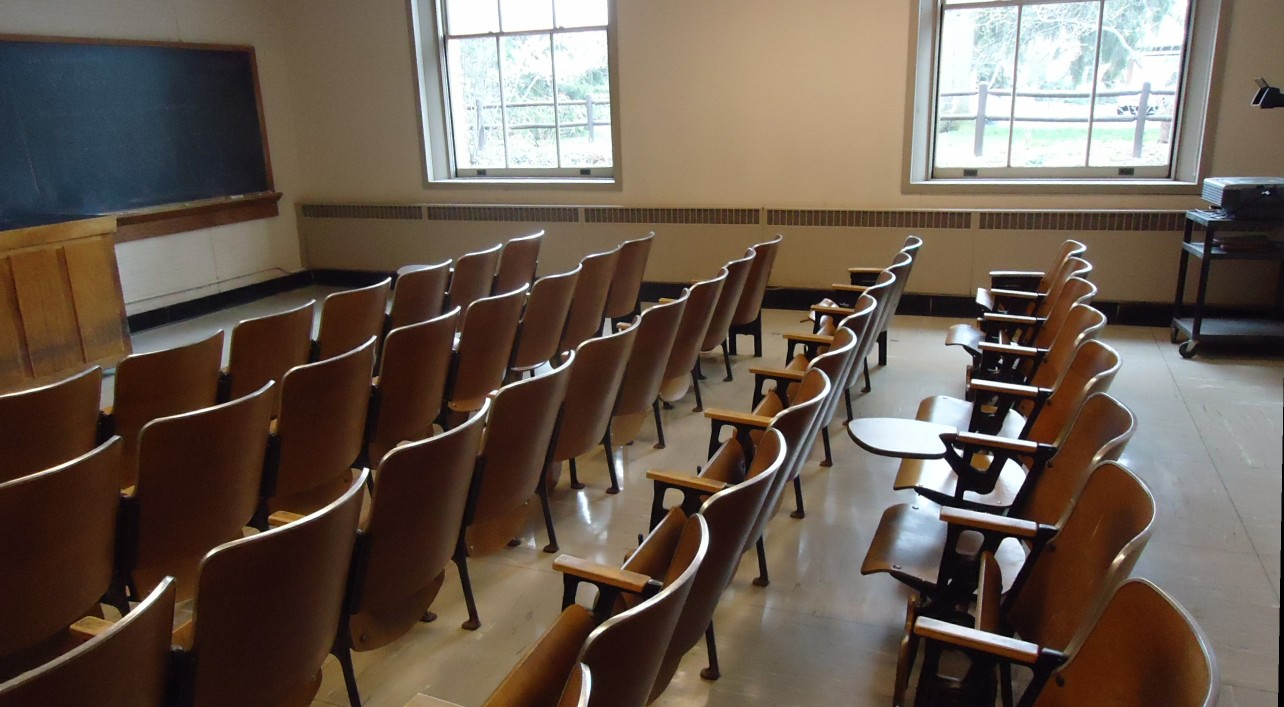
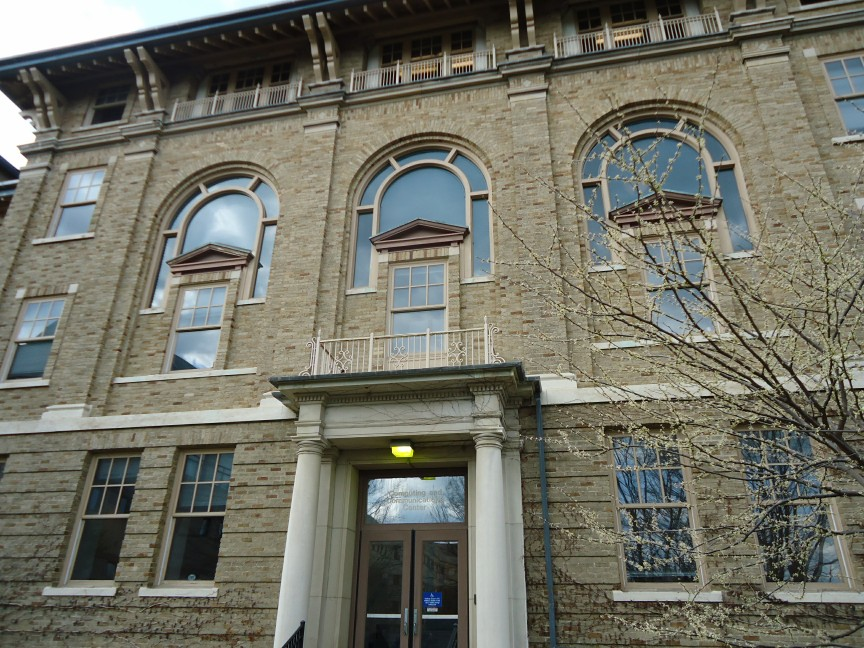
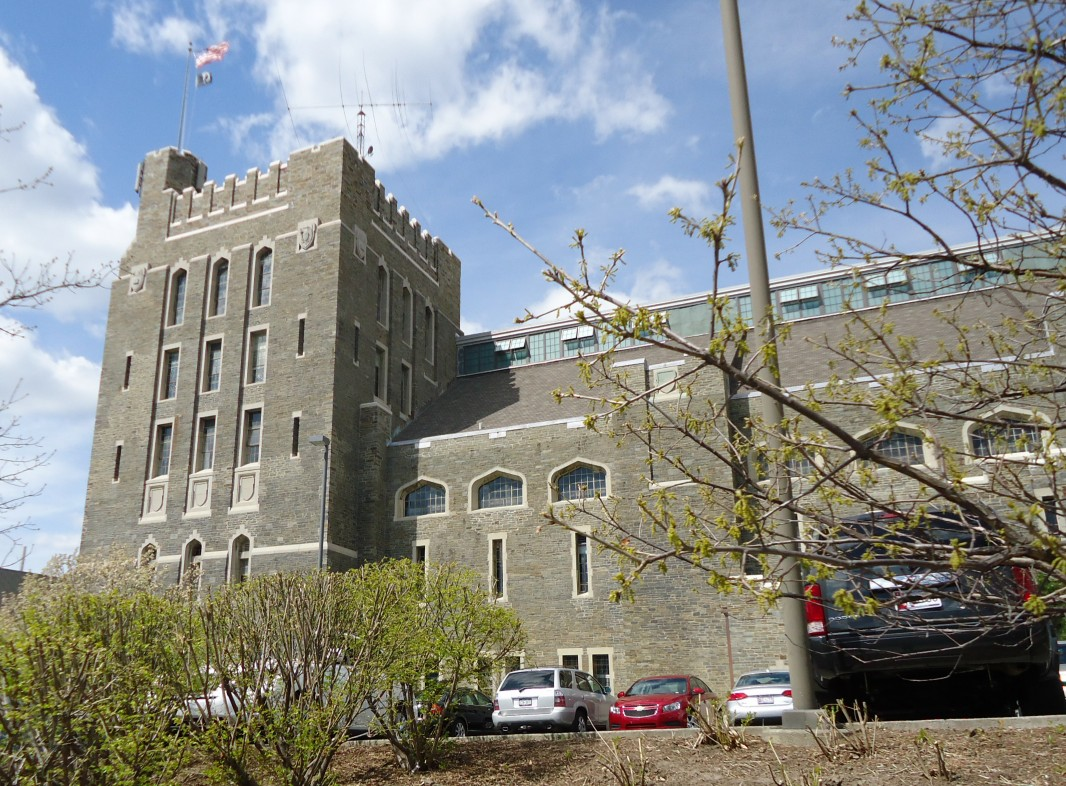
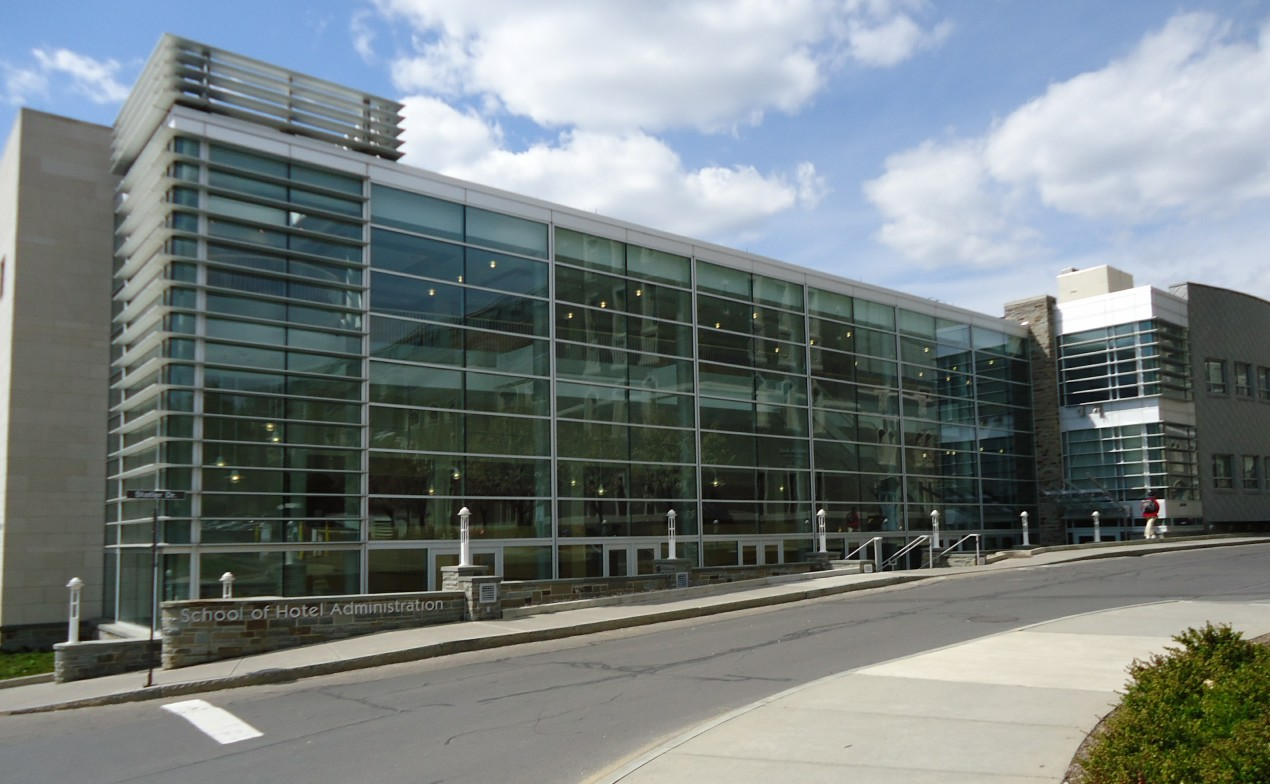
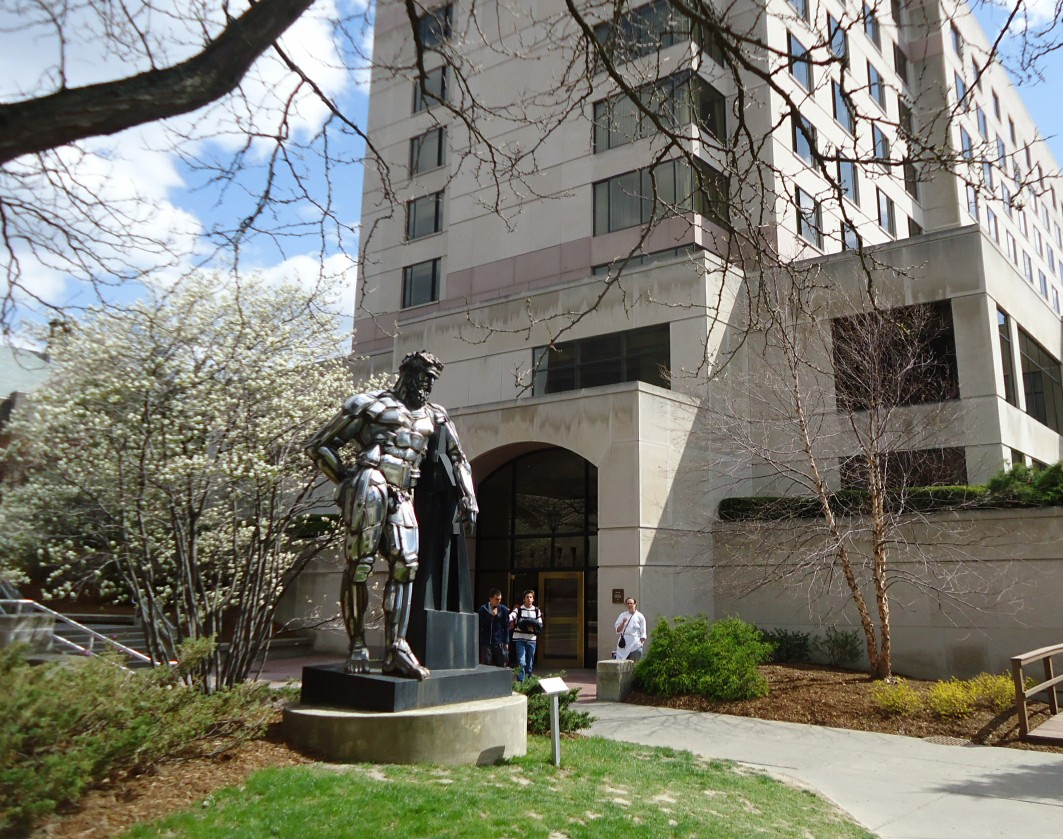
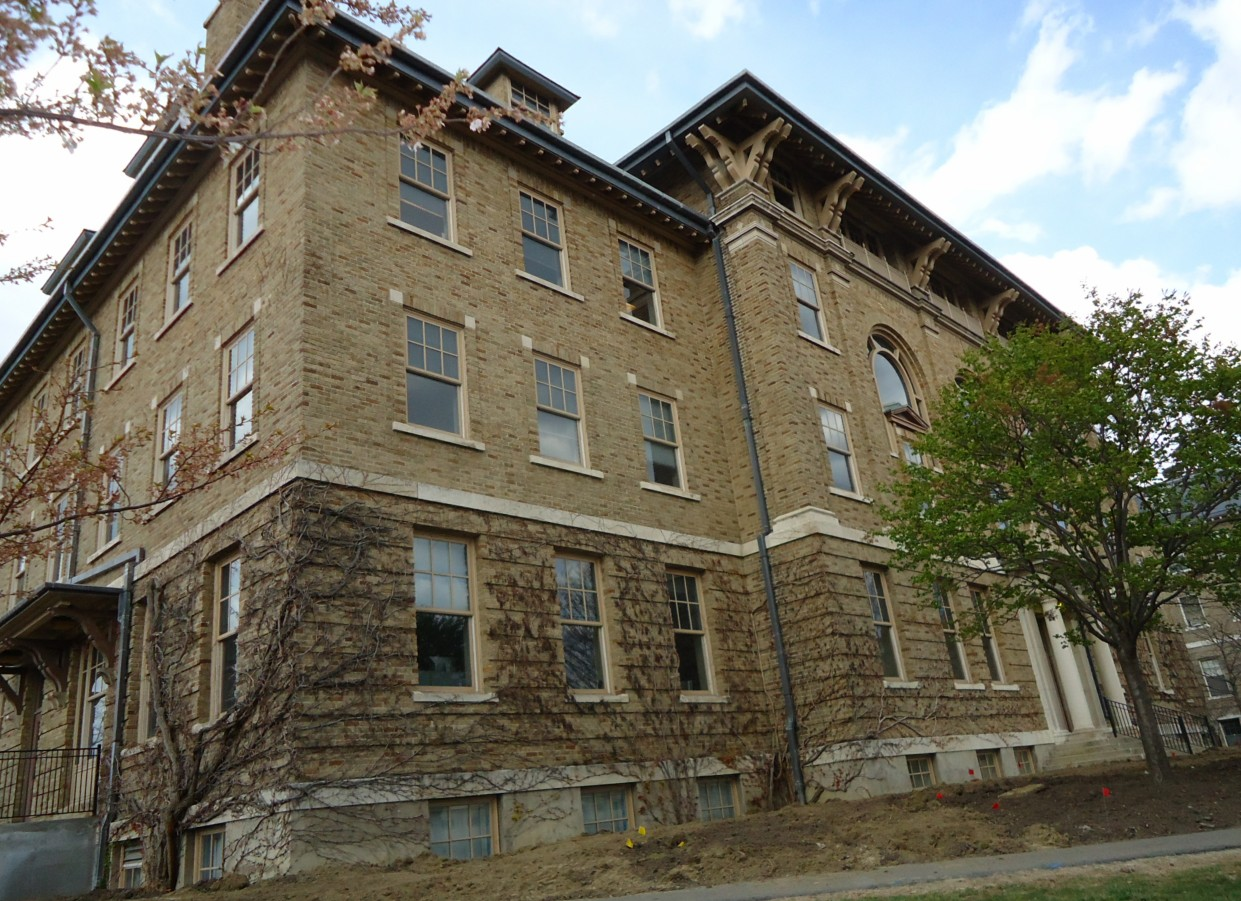
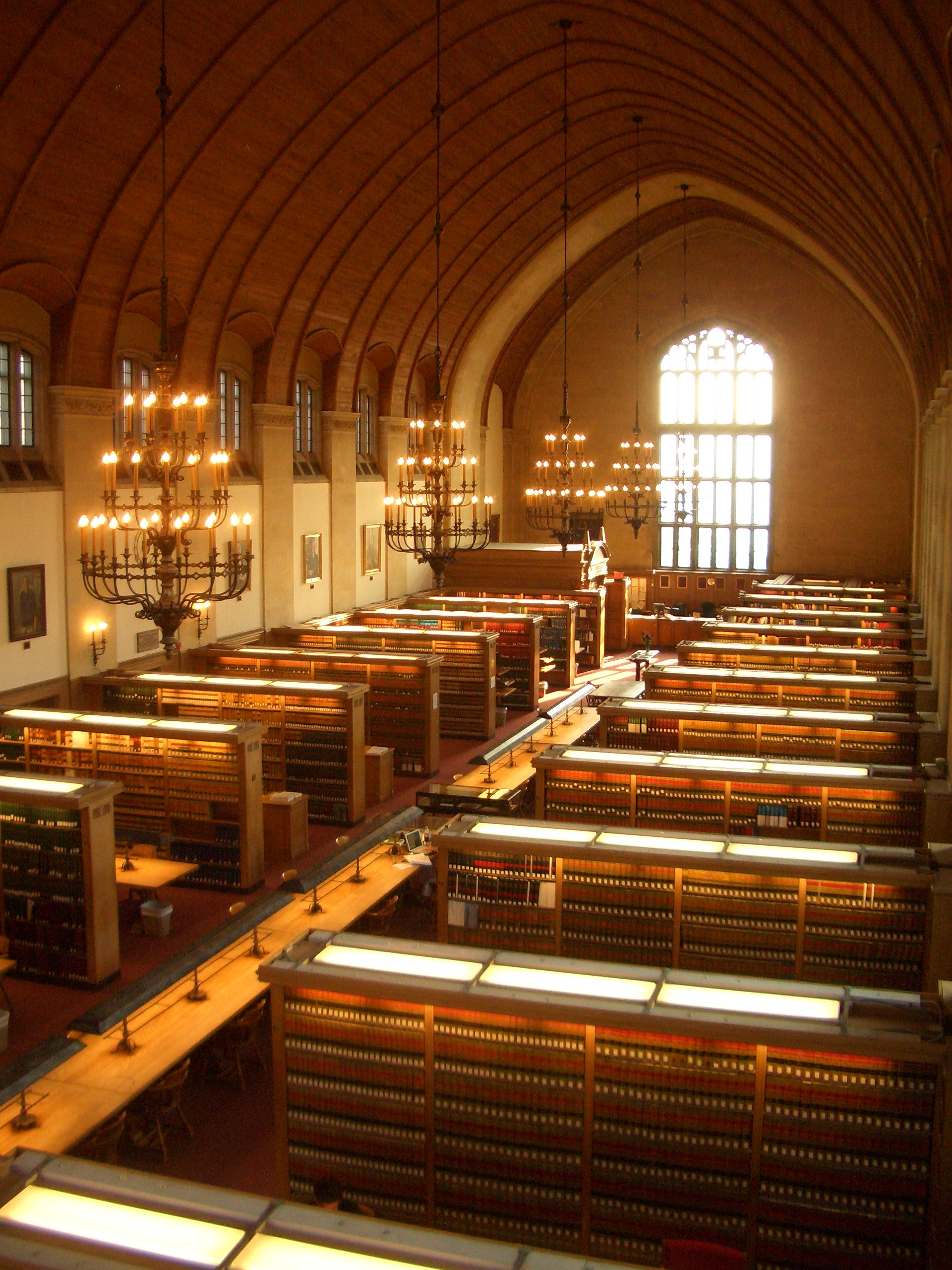
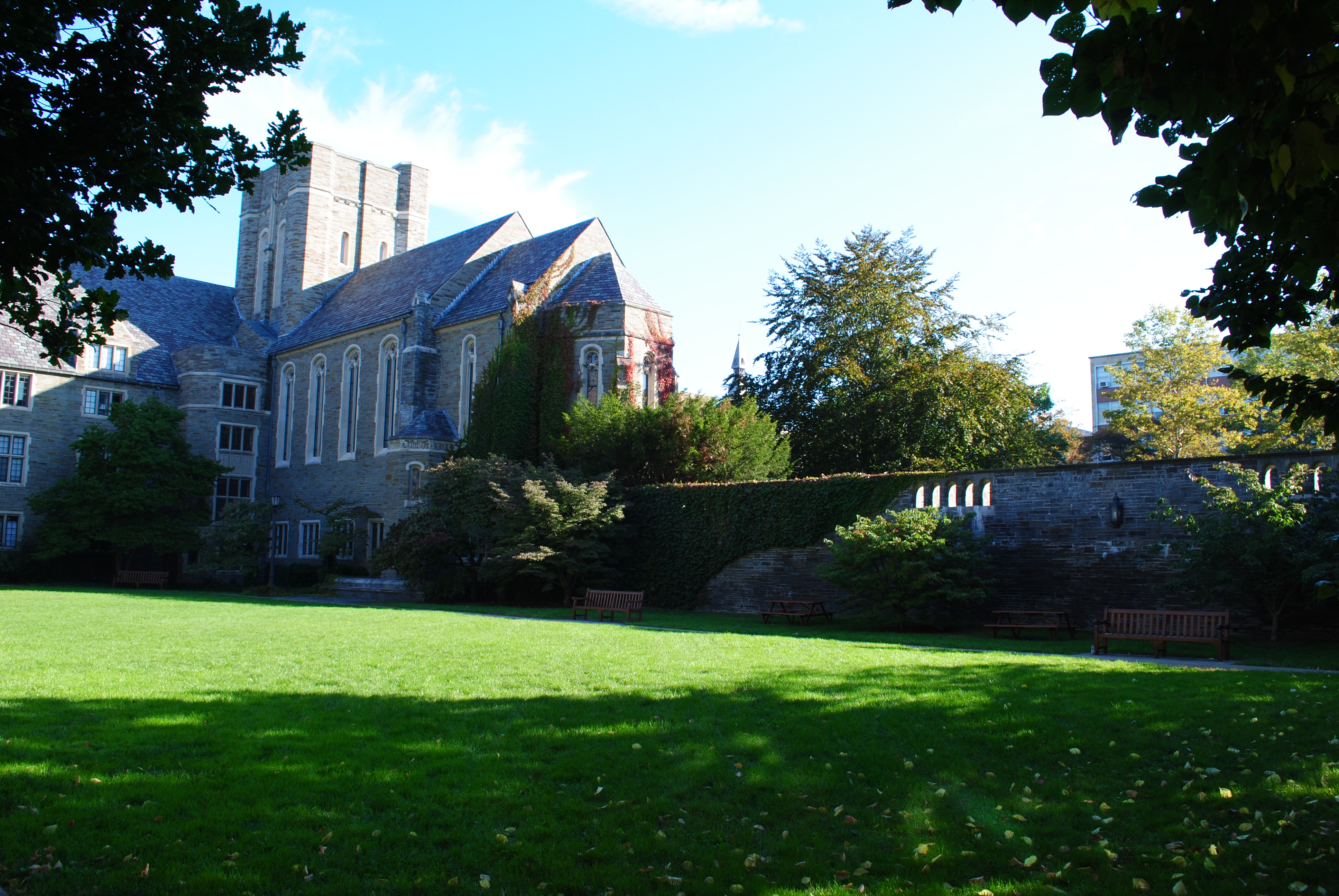
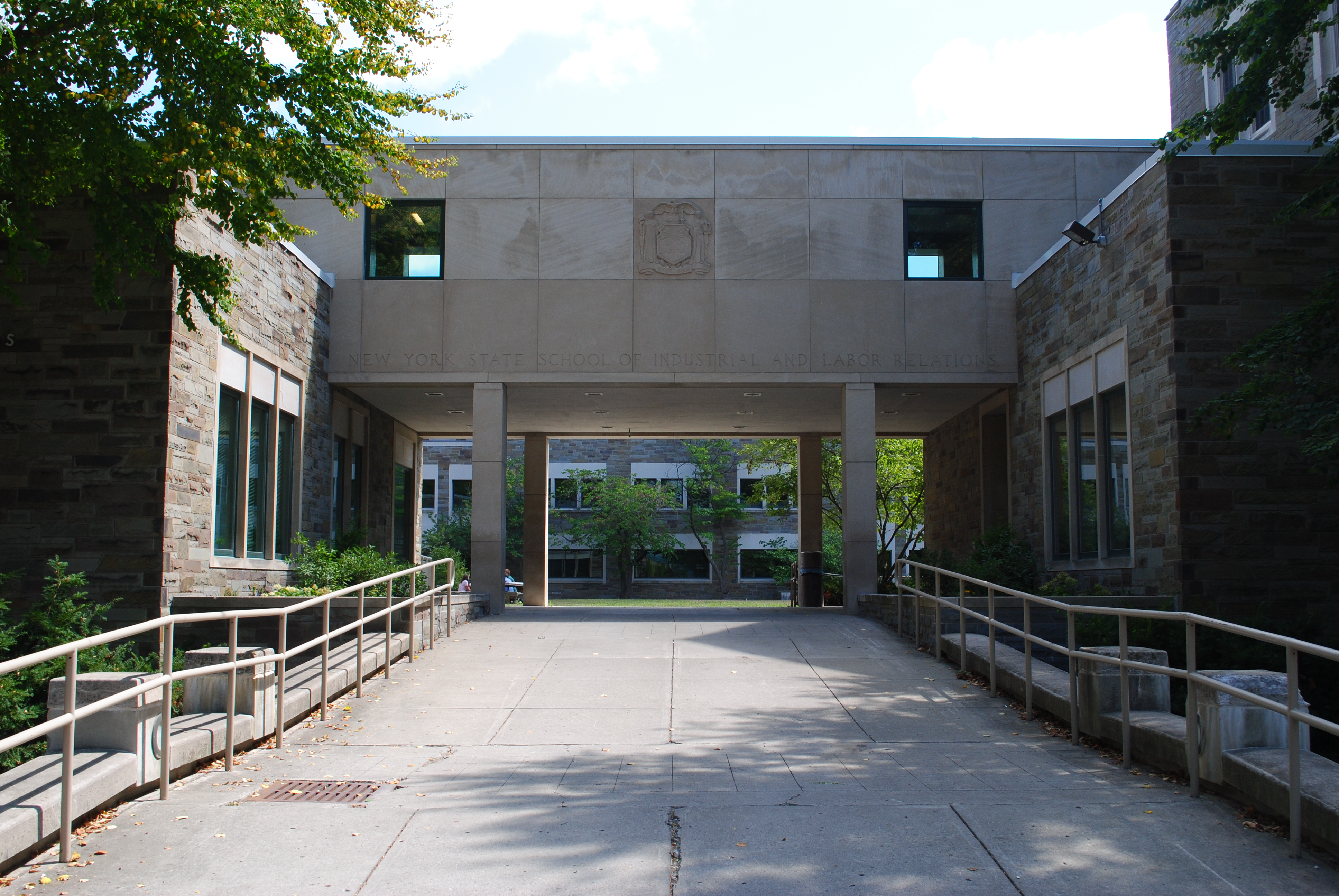
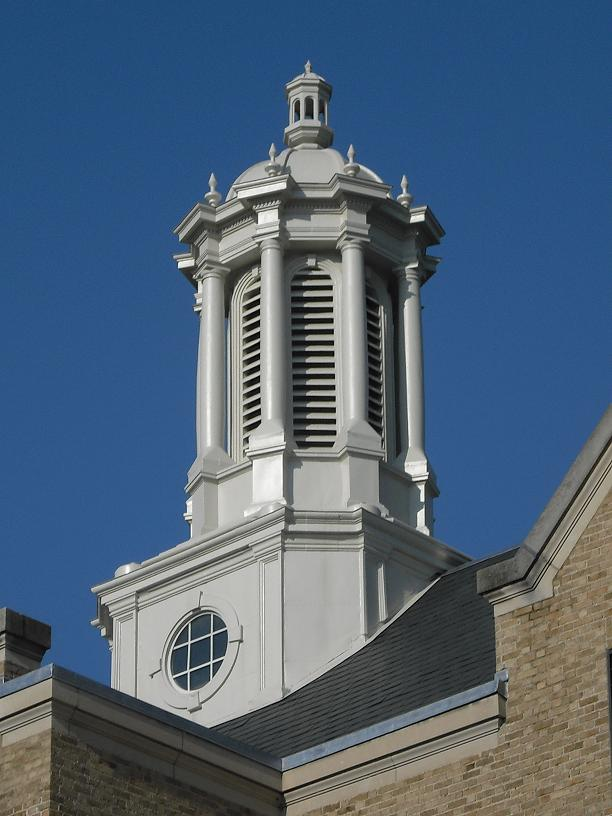

## 같이 보기
- 코넬 대학교 법학대학원
- 코넬 노트
- 아레시보 우주 만원경